# Itoplectis melanopus
Itoplectis melanopus là một loài tò vò trong họ Ichneumonidae.